# Baktakék
Baktakék is een plaats (község) en gemeente in het Hongaarse comitaat Borsod-Abaúj-Zemplén. Baktakék telt 738 inwoners (2001).